# August de Saxa-Gotha-Altenburg
Augustus, Duce de Saxa-Gotha-Altenburg (Emil Leopold August; 23 noiembrie 1772 - 27 mai 1822), a fost Duce de Saxa-Gotha-Altenburg. A fost bunicul matern al lui Albert, Prinț Consort al reginei Victoria a Regatului Unit.
S-a născut la Gotha ca al doilea fiu al lui Ernst al II-lea, Duce de Saxa-Gotha-Altenburg și al Prințesei Charlotte de Saxa-Meiningen. În 1779 decesul fratelui său mai mare, Ernst, l-a transformat în moștenitorul ducatului de Saxa-Gotha-Altenburg. 

## Domnie

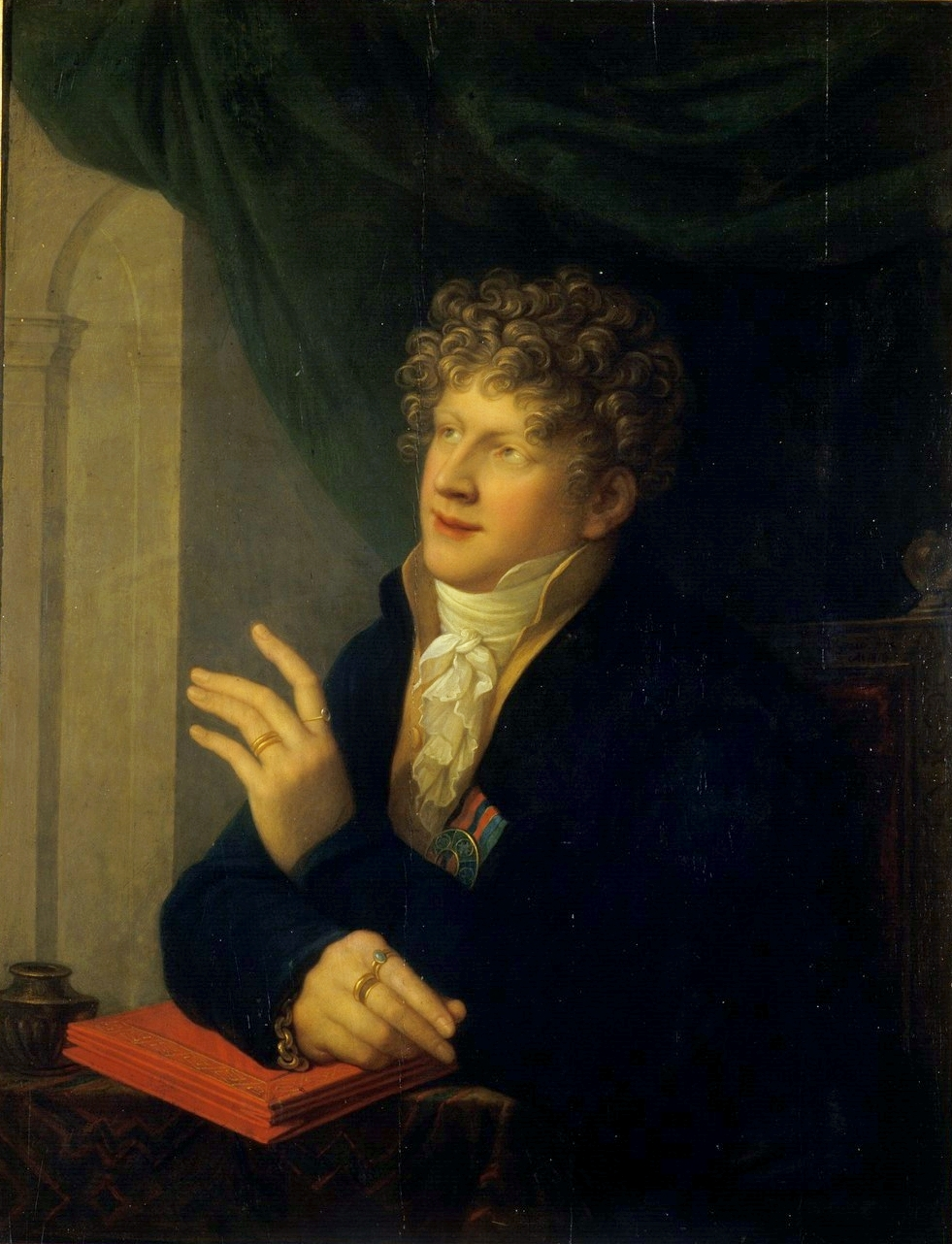
Emil Leopold August

În 1804 Emil Leopold August i-a succedat tatălui său. El a trecut de partea lui Napoleon, și în 1806 s-a alăturat Confederației Rinului.
Om de mare cultură, Augustus a fost în corespondență cu Jean Paul, Madame de Staël și Bettina von Arnim. În 1805 a publicat anonim romanul poetic Kyllenion Ein Jahr in Arkadien (i.e. Cillenion Un an în Arcadia).
Augustus a fost, de asemenea, colecționar de artă. Avea aversiune față de vânătoare și de călărie, precum și o preferință pentru dans, ciorapi de mătase și hainele feminine. Printre prieteni i se spunea "Emilie". Goethe l-a numit "angenehm und widerwärtig zugleich": "agreabil și dezagreabil în același timp".

## Căsătorie și copii
La Ludwigslust la 21 octombrie 1797 Augustus s-a căsătorit prima dată cu Louise Charlotte de Mecklenburg-Schwerin. Cuplul a avut un copil:
1. Luise Dorothea Pauline Charlotte Fredericka Auguste (n. Gotha, 21 decembrie 1800 – d. Paris, 30 august 1831). Ea s-a căsătorit prima dată la 31 iulie 1817 cu Ernst I, Duce de Saxa-Coburg și a fost mama Prințului Consort Albert; cei doi au divorțat în 1826; a doua oară s-a căsătorit la 18 octombrie 1826 cu Alexander von Hanstein, numit conte de Pölzig.

La Kassel, la 24 aprilie 1802, Augustus s-a recăsătorit cu Karoline Amalie de Hesse-Kassel. Nu au avut copii.
A murit la 27 mai 1822 la vârsta de 49 de ani la Gotha. A fost succedat de fratele său mai mic, Frederic al IV-lea.

## Biografie
- august, Herzog von Sachsen-Gotha, Kyllenion  Ein Jahr in Arkadien (1805; reprint Berlin 1985 with biographic info.)
- Warrack, John (1976). „Travels: 1811-1813”. Carl Maria Von Weber. Cambridge University Press. p. 137. ISBN 0-521-29121-6. Accesat în 3 februarie 2015.
- Martin, Theodore (1875). „Appendix A”. The Life of His Royal Highness the Prince Consort. London: Smith, Elder & Co. Accesat în 3 februarie 2015.

| August de Saxa-Gotha-Altenburg Casa de WettinNaștere: 23 noiembrie 1772 Deces: 27 mai 1822 |                                        |                       |
| Predecesor: Ernest II                                                                      | Duce de Saxa-Gotha-Altenburg 1804–1822 | Succesor: Frederic IV |

1. ↑  Find a Grave, accesat în 28 noiembrie 2024